# Sönke C. Weiss
Sönke C. Weiss (* 1967) ist ein deutscher Journalist, Filmemacher und Fotograf. Der Journalist sammelte zwanzig Jahre lang Berufserfahrung als Korrespondent und Reporter für deutsche Zeitungen in Frankreich, im Balkan, Afrika und Asien. Weiss arbeitete als Korrespondent für den Evangelischen Rundfunkdienst Baden und von 2002 bis 2008 bei World Vision Deutschland. Er reiste als Communications Manager von 2002 bis 2008 durch den Süden Afrikas. Er berichtete über die Ursachen der dortigen Hungerkrise und Landminen sowie HIV. Er bereiste fast alle afrikanischen Länder.
Seit 2008 arbeitet er als Foto- und Filmkünstler.
2006 veröffentlichte Weiss sein Buch Das Mädchen und der Krieg. 2007 folgte das Theaterstück Butterflies of Uganda, für das er für den Pulitzer-Preis nominiert wurde. 2012 veröffentlichte er die Fortsetzung von "Das Mädchen und der Krieg" unter dem Titel "Hope - das zweite Leben der ehemaligen Kindersoldatin Christine Hope. Sein zweites Theaterstück BLACK MATERIAL wurde auf dem Berliner Afrikafestival 2012 uraufgeführt. Er stellte Fotoausstellungen zu den Auswirkungen von HIV zusammen. Zurzeit dreht er seinen ersten Kinofilm in Uganda, der  demokratischen Republik Kongo und dem Südsudan: Wie ich Kony fand. Von 1999 bis 2016 war er mit der französischen Journalistin Mathilde Giard verheiratet und hat eine Tochter.

## Ausstellungen
- „Ungeschützt“ – Porträts von 26 mit HIV/Aids infizierten Frauen aus Afrika (englisch: HIV/AIDS in Africa - Portraits of 26 Women), Ausstellungen beispielsweise im BayernForum / Friedrich-Ebert-Stiftung, München,[6] Willy-Brandt-Haus, Berlin,[2] National Press Club (Washington D.C.), Weltbank, US-Senat, EU-Parlament in Brüssel[2]
- Trotz AIDS – Gib den Kindern eine Chance Porträts von Kindern aus Ost-, Süd- und Zentralafrika, die selbst erkrankte oder als Waisen indirekt von HIV betroffen sind. 9. Internationale Messe für Kunst des 20. & 21. Jahrhunderts Kongresshaus Zürich, vom 12.–14. Oktober 2007.[7]

## Publikationen
- The girl and the war. The story of a child soldier. Brendow, Moers 2007, ISBN 978-3-86506-203-1.
- mit Darin Dahms: Butterflies of Uganda. The memories of a child soldier. (A new play). Brendow, Moers 2007, ISBN 978-3-86506-204-8 (Theaterstück).
- mit Kurt Bangert: Janet und der graue Tod. Kinder in einer Welt mit Aids. Johannis, Lahr 2007, ISBN 978-3-501-05689-9, Rezension.[8]
- mit Andrea Strunk, Andrea Jeska: Leben in Afrika 2007. Brendow, Moers 2007, ISBN 978-3-86506-131-7 (Kalender)
- „Das Mädchen und der Krieg“. Brendow, Moers, 2006.
- „Hope – das zweite Leben der ehemaligen Kindersoldatin Christine Hope“. Brendow, Moers.
- Das Mädchen und der Krieg. Die Geschichte einer Kindersoldatin. Brendow, Moers 2006, ISBN 3-86506-149-4.